# Liriomyza sonchi
Liriomyza sonchi este o specie de muște din genul Liriomyza, familia Agromyzidae, descrisă de Friedrich Georg Hendel în anul 1931. Conform Catalogue of Life specia Liriomyza sonchi nu are subspecii cunoscute.